# Sechs Fugen über den Namen BACH

Musikalisches Motiv aus den Tönen B-A-C-H

Die Sechs Fugen über den Namen BACH für Orgel oder Pianoforte mit Pedal op. 60 sind eine Komposition von Robert Schumann. Sie wurden 1845 komponiert und 1846 veröffentlicht. Alle sechs Stücke beginnen ihre Themen mit den Tönen B-A-C-H, der traditionsreichen musikalischen Chiffrierung des Namens von Johann Sebastian Bach. Sie werden heute überwiegend auf der Orgel musiziert, da sich Pedalklaviere, mit denen zur Zeit Schumanns im Klavierbau experimentiert wurde, nicht durchsetzen konnten.
Durch das gemeinsame Entstehungsjahr und die Bestimmung für ein Tasteninstrument mit Pedal steht op. 60 in engem Zusammenhang mit zwei anderen Werken Schumanns, den Studien für den Pedalflügel op. 56 und Skizzen für den Pedalflügel op. 58. Auch diese Werke werden heute meist auf Orgeln gespielt, aber nur die Sechs Fugen op. 60 sind laut Originaltitel ausdrücklich auch für die Orgel bestimmt.

## Entstehung
Von der zweiten Jahreshälfte 1843 an erlebte Schumann eine Schaffenskrise, in der sein Komponieren fast völlig versiegte. Er hielt seine bisherige Kompositionsweise für zu subjektiv, zu sehr von der Improvisation am Klavier ausgehend und zu wenig durchdacht. Zu den Impulsen, die ihm 1845 einen Ausweg aus dieser Krise wiesen, gehörte die intensive Beschäftigung mit den Werken Johann Sebastian Bachs und mit dem Studium von Kontrapunkt und Fuge, also mit überlieferten klassischen Kompositionstechniken und Formen. Zugleich war Schumann fasziniert von der Orgel und vom Klavierspiel mit Pedal: Er spielte wiederholt an Orgeln und mietete im April 1845 für das häusliche Spiel ein Klavierpedal. Damit nahm er Anteil an zeitgenössischen Experimenten im Klavierbau, mit denen eine orchestrale Erweiterung des Klavierklangs angestrebt wurde.
Zu den Ergebnissen dieser Studien gehört neben den Vier Fugen für Klavier op. 72 die Gruppe der drei Werke (op. 56, op. 58, op. 60) für Pedalflügel bzw. Orgel. Die Sechs Fugen über den Namen BACH wurden zwischen März und November 1845 komponiert und zwischen März und Juni 1846 noch einmal überarbeitet. Sie erschienen im November 1846 im Verlag Whistling in Leipzig.
Das Interesse an Bach, an der Fugenkomposition und an der Orgel teilte Schumann mit seinem Umfeld. Sowohl die Kontrapunkt- als auch die Orgelstudien betrieben Robert und Clara Schumann zugleich und im Austausch miteinander. Auch bei Clara Schumann erwuchs daraus eine Veröffentlichung: 1845 erschienen ihre Drei Präludien und Fugen für Klavier op. 16. Ebenfalls 1845 veröffentlichte Felix Mendelssohn Bartholdy seine Orgelsonaten op. 65, die Schumann intensiv studierte und bewunderte. Sie mögen auf Schumanns Arbeit an den Sechs Fugen anspornend gewirkt haben und weisen stellenweise Ähnlichkeiten mit ihnen auf.

## Stilistik

### Verbindung von Barock und Romantik
Die sechs Stücke verbinden Merkmale von Barock-Stilkopien mit Merkmalen, die für die Musik des 19. Jahrhunderts (siehe Musik der Romantik) und für Schumanns Personalstil charakteristisch sind. Einerseits sind sie traditionell gearbeitete Fugen: Ihre Polyphonie mit einer festgelegten Anzahl selbständig geführter Stimmen folgt dem spätbarocken Stil der Bachzeit. Andererseits weisen sie eine für Schumann typische Harmonik auf, die stark chromatisch geprägt ist, stellenweise die Tonart verschleiert und in manchen homophon geprägten Passagen in den Vordergrund tritt. Wiederholt wurde auf einen „Zug ins Sinfonische“ hingewiesen, der besonders in den Schlusssteigerungen die Beschränkungen der Fugentechnik sprengt.
Mit dem BACH-Motiv schafft Schumann, wie schon viele Komponisten vor ihm, eine Hommage an den verehrten Johann Sebastian Bach. Als Erster verwendet er dabei mit den vier Tonbuchstaben zugleich eine historisierende Satztechnik, die mit dem Namen Bachs auch dessen Stil anklingen lässt. Schumann geht aber vergleichsweise frei mit dem barocken Vorbild um: „Mendelssohn betont noch die übernommenen Stilelemente stärker als die der eigenen Zeit, er wagt nicht, die alte Form anzutasten. Diesen Schritt vollzieht Schumann, der damit zugleich beweist, dass die Auseinandersetzung mit der barocken Form ihm ein inneres Bedürfnis ist. Ihm liegt der Stil seiner Zeit am Herzen, aber er weiß um die Notwendigkeit, ordnende Kräfte aus der Vergangenheit zu ziehen.“

### Verbindung von Fuge und Charakterstück
Für Schumann bestand zwischen der Wahl einer strengen, traditionellen Form und einer individuellen Ausdrucksqualität der Musik kein Widerspruch. Er schätzte an den Fugen seines Vorbilds Bach besonders, dass diese sich nicht in der Erfüllung der akademischen Regeln erschöpfen:

„Die meisten der Bachschen Fugen sind aber Charakterstücke höchster Art, zum Teil wahrhaft poetische Gebilde, deren jedes seinen eigenen Ausdruck, seine besonderen Lichter und Schatten verlangt.“

Auch in einer Rezension, die Schumann über Felix Mendelssohns Präludien und Fugen op. 35 schrieb, wird sein Ideal deutlich:

„Kurz, es sind nicht allein Fugen, mit dem Kopf und nach dem Rezept gearbeitet, sondern Musikstücke, dem Geiste entsprungen und nach Dichterweise ausgeführt.“

In der Literatur wird immer wieder betont, dass auch Schumanns Fugen selbst diese Verbindung von strenger Form und lebendigem Ausdruck verwirklichen. Deshalb und aufgrund der großen Kontraste, die Schumann trotz des immer gleichen Anfangsmotivs zwischen ihnen schafft, werden die Fugen oft zugleich als romantische Charakterstücke gedeutet. Gelegentlich wurden sie als „Charakterfugen“ bezeichnet.

## Form und Satztechnik

### Frei behandelte Fugentechnik
Alle Fugen beginnen mit einer traditionellen Fugenexposition, in der eine Stimme nach der anderen das Thema vorstellt. Sie haben über weite Strecken ein polyphones Satzbild mit vordefinierter Stimmenzahl, nutzen herkömmliche Techniken wie Umkehrung und Engführung ihrer Themen und, besonders in der 2. Fuge, auch typisch barocke Figurationen. Einige der Stücke wechseln aber im weiteren Verlauf teils fließend, teils auch abrupt zwischen polyphonen und homophonen Abschnitten. Auch in Tempo, Dynamik und Charakter gibt es Wechsel und Kontraste, die einer barocken Fuge fremd wären. Es ergeben sich „vielfältig gebrochene, von jeglichem Schematismus sich fernhaltende Formverläufe“.
Die 2. und 5. Fuge sind vierstimmig, die anderen vier Stücke dem Notenbild nach fünfstimmig. Allerdings sind immer nur kurze Passagen tatsächlich fünfstimmig ausgeführt, ohne dass mindestens eine der Stimmen pausiert. Über große Strecken erscheint die Pedalstimme nur abwechselnd mit der vierten Manualstimme. In mehreren Stücken löst sich im Verlauf die feste Stimmenzahl auf, und die Schlüsse werden mit vollgriffigen Akkorden komponiert.

### Zyklische Anlage
Die sechs Fugen sind als Zyklus konzipiert. Sie sind durch das berühmte BACH-Motiv, mit dem sie alle beginnen, sowie durch weitere motivische Übereinstimmungen und durch die Wahl nah verwandter Tonarten miteinander verbunden. Ihre Abfolge weist in den Tempi und der notierten Stimmenzahl eine deutliche Symmetrie auf:
|                | Tempo                                                          | Stimmen |
| -------------- | -------------------------------------------------------------- | ------- |
| 1. und 6. Fuge | langsamer Beginn, dann Steigerung bis zum sehr schnellen Tempo | fünf    |
| 2. und 5. Fuge | schnell                                                        | vier    |
| 3. und 4. Fuge | ruhig                                                          | fünf    |

Neben der Symmetrie gibt es auch ein dramaturgisches Ordnungsprinzip: die Reihenfolge der Stücke scheint an die mehrsätzige Form einer Sonate oder Sinfonie angelehnt. Nach Tempo, Tonart und Charakter entspräche darin die 1. Fuge einer langsamen Einleitung, die 2. Fuge dem Hauptsatz, die 3. und 4. Fuge einem langsamen Satz, die 5. Fuge dem Scherzo und die 6. Fuge dem Finale.
Trotz der engen Verbindungen und Bezüge bemüht sich Schumann auch um starke Kontraste zwischen den Stücken. Schon das BACH-Motiv selbst wird unterschiedlich rhythmisiert, in der 4. Fuge zusätzlich durch die unkonventionelle Wahl der Oktavlagen abgewandelt, und jeweils verschieden fortgesetzt. Auch im weiteren Verlauf hat jedes Stück ein eigenes Profil.

### Details

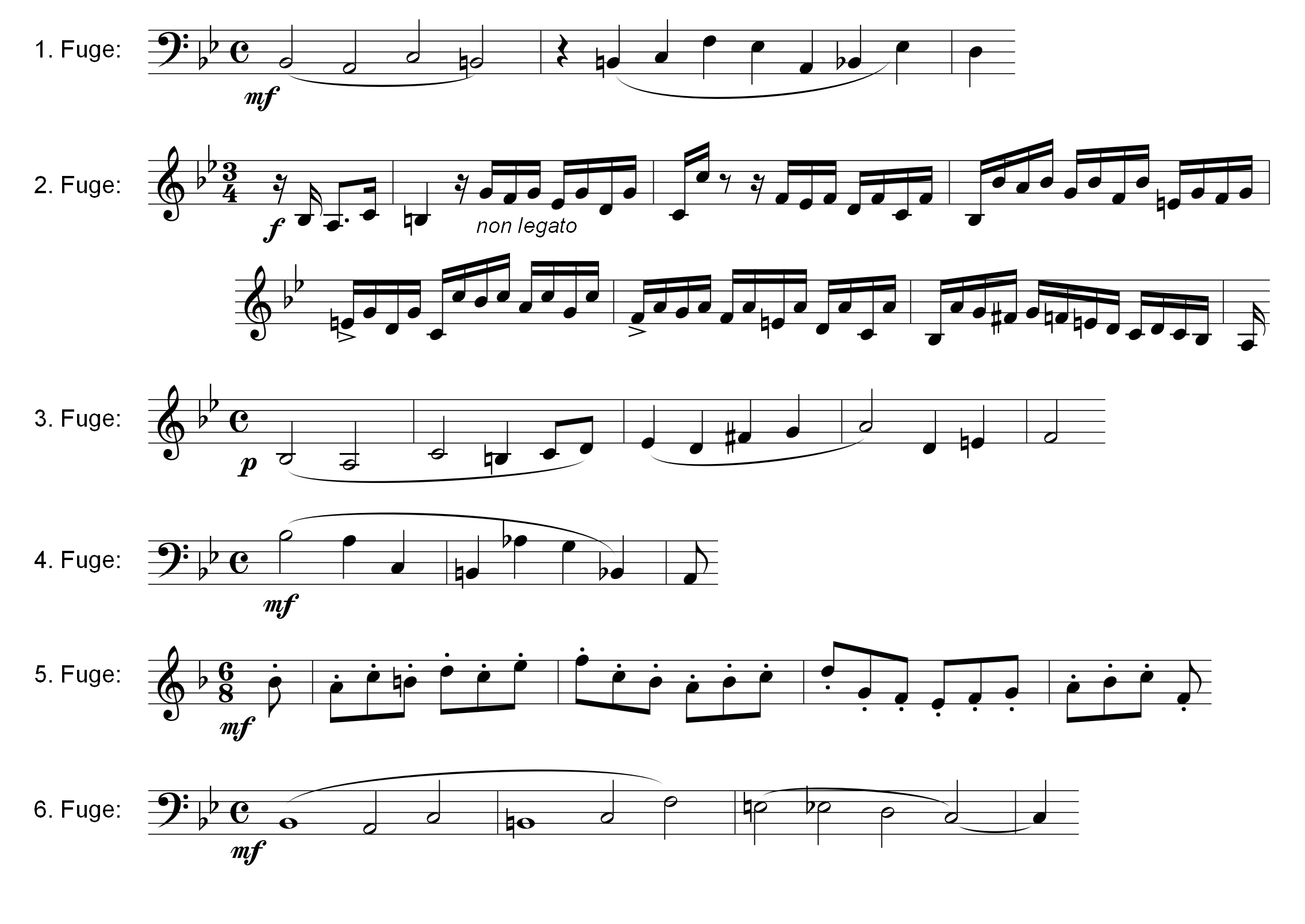
Themen der sechs Fugen, jeweils beginnend mit den Tönen B-A-C-H

#### 1. Fuge: „Langsam – Nach und nach schneller und stärker“ (4/2-Takt, B-Dur)
Die erste Fuge ist in ihrer ersten Hälfte ruhig und verhalten. In der zweiten Hälfte wird das Stück stetig lauter und schneller, und das Satzbild gibt die polyphone Fünfstimmigkeit immer mehr zugunsten von vollgriffigen Akkorden auf. Martin Schmeding nennt das Ende eine „Steigerungsfuge nach Mendelssohnschem Vorbild“ und bezieht sich dabei auf Felix Mendelssohns Orgelsonaten op. 65.

#### 2. Fuge: „Lebhaft“ (3/4-Takt, B-Dur)
Das Thema der zweiten Fuge erweitert den Anfangsimpuls des BACH-Motivs zu einer sehr ausgedehnten Linie. Ihre virtuosen Sechzehntel-Figurationen erinnern an den Tonfall barocker Fugen oder Toccaten („pseudobarocke Motorik“). Ruhige Episoden, in denen das BACH-Motiv langsamer und ohne Erweiterung auftritt, bilden dazu einen starken Kontrast. Auch diese Fuge endet mit einer dynamischen Steigerung in einem frei komponierten homophonen Schluss.

#### 3. Fuge: „Mit sanften Stimmen“ (4/4-Takt, g-Moll)
Die ruhige dritte Fuge ist durchgängig polyphon. Sie wird als „meditatives Intermezzo“ oder „eine Art Lied ohne Worte“ bezeichnet.

#### 4. Fuge: „Mäßig, doch nicht zu langsam“ (4/4-Takt, B-Dur)
Die vierte Fuge spielt mit vielfältigen und komplizierten Kombinationen des Originalthemas und seiner rückwärts gespielten Krebsgestalt, die stellenweise gleichzeitig erklingen. Schumann bezeichnet jedes Erscheinen des Krebs mit dem Hinweis „thema retrogrado“. Auch in diesem Stück nehmen zum Ende hin volle Akkordgriffe und homophone Elemente zu.

#### 5. Fuge: „Lebhaft“ (6/8-Takt, F-Dur)
Die fünfte Fuge mit ihrem Staccato-Thema und ihrem schnellen Tempo wird in der Literatur einhellig mit einem Scherzo-Charakter in Verbindung gebracht, gelegentlich auch mit einer Gigue. Einzelne legato und in ruhigen Notenwerten gespielte BACH-Motive stechen auffällig daraus hervor. Schumann bezieht hier die Umkehrung („per moto contrario“) und den Krebs („per moto retrogrado“) in das kontrapunktische Spiel ein.

#### 6. Fuge: „Mäßig, nach und nach schneller“ (4/2-Takt, B-Dur)
Die Finalfuge greift den ruhigen Charakter, aber auch das Steigerungsprinzip der ersten Fuge wieder auf. Dieses Mal handelt es sich um eine umfangreich angelegte Doppelfuge. Sie exponiert zwei Themen erst jeweils einzeln und führt sie dann miteinander durch. Dann „führt [sie] durch die nochmalige Einbeziehung symphonischer Elemente den Zyklus zu einem krönenden Abschluss“.

## Rezeption

### Frühe Rezeption
Schumann selbst schätzte die Sechs Fugen sehr hoch ein. Gegenüber seinem Verleger Friedrich Whistling nannte er sie „eine Arbeit, von der ich glaube, dass sie meine anderen vielleicht am längsten überleben wird.“
Im Juni 1847 erschien in der Neue Zeitschrift für Musik eine Rezension des Magdeburger Domorganisten August Gottfried Ritter, der die Sechs Fugen als hervorragendes Beispiel zeitgenössischen Orgelschaffens bewertete:

„man begegnet hier nur orgelmäßigen, wenn auch dem Pianoforte nicht widersprechenden Formen. … Allein die Eigenschaft des Orgelmäßigen beruht hier nicht blos auf den angewandten Formen; sie liegt tiefer, sie liegt in der Sache selbst. Die Großartigkeit des wunderbaren Instruments spiegelt sich wieder in der Großartigkeit der Ideen, in dem Maße ihrer Verarbeitung.“

Unter anderem diese Rezension sowie die Aufführung einer der Fugen durch Robert Schaab bei der ersten Versammlung der deutschen Tonkünstler und Musikfreunde am 14. August 1847 in Leipzig machten die Sechs Fugen in der Fachwelt bekannt. Sie galten schnell als repräsentative aktuelle Orgelkompositionen neben den Orgelwerken Mendelssohns und fanden in den nächsten Jahren regelmäßig Eingang in Prüfungsprogramme des Leipziger Konservatoriums.

### Kontroversen
Die Fugen wurden von ihrer Veröffentlichung bis heute immer wieder analysiert und besprochen und dabei zum Teil kontrovers beurteilt.
Viele Autoren sahen in der Thematik und Satztechnik den Anspruch angedeutet, sich mit dem kanonischen Vorbild der Fugen Bachs messen zu können. Die Frage, ob dieser Anspruch eingelöst wird, wurde oft bejaht, bisweilen wurde das Werk im direkten Vergleich mit einem der herausragenden Zyklen Bachs als „Schumanns ‚Kunst der Fuge‘“ bezeichnet. Doch fallen über den Vergleich mit Bach auch Worte wie „epigonal“ und „enttäuschend“.
Unterschiedliche Urteile gab es auch über die Verbindung der barockisierenden Fugentechnik mit Schumanns romantischem Stil. Für manche Autoren war sie eine „harmonische Vermählung“ oder „gewaltige schöpferische Leistung“, für andere führte sie zum „unbehaglichen Gefühl des Widerspruchs“. Besonders im 20. Jahrhundert sah man häufig den vermehrten Rückgriff auf historische Formmodelle in Schumanns Spätwerk als Zeichen für sein nachlassendes Vertrauen in die eigene Inspiration und einen „Ermüdungsprozess der Schumannschen Schöpferkräfte“. Mehrfach wurde den Stücken Monotonie vorgeworfen.
Bis in die Gegenwart wird darüber diskutiert, ob und wie Schumanns sehr individuelle Kompositionsweise dem Instrument Orgel gerecht wird. Arnfried Edler nennt das Werk „ausgesprochene Orgelmusik … in einem programmatischen Sinn“, die als Gegenstück zu Schumanns Klavierfugen op. 72 die orgelgemäße Schreibweise „geradezu mitthematisiert“. Jon Laukvik dagegen bezeichnet sie als „letzlich … eher ein Klavierwerk“. Er führt als Indizien aufführungspraktische Probleme der Registrierung und der Artikulation an, die sich beim Spiel an der Orgel stellen. Allerdings berichtet Martin Schmeding ebenso von spezifischen spielpraktischen Schwierigkeiten, die bei seiner Aufnahme der Stücke an einem eigens dafür restaurierten Pedalflügel entstanden.
Im Gegensatz zur ununterbrochenen Würdigung des Werks in der Fachliteratur erlitt seine Aufführungstradition nach dem Ersten Weltkrieg einen Einbruch. Im Zuge der Orgelbewegung mit ihrer Ablehnung des romantischen Orgelbaus und -repertoires wurden die Stücke kaum noch gespielt, bis es ab ca. den 1970er Jahren zu neuem Interesse der Organisten daran kam.

### Musikalische Bezugnahme
Unter den später entstandenen Werken mit dem BACH-Motiv findet sich speziell in Max Regers Fantasie und Fuge über BACH op. 46 ein deutlicher Bezug auf die erste Fuge aus Schumanns Zyklus. Mit dieser zeigt Regers Fuge auffällige Übereinstimmungen. Das betrifft nicht nur den historisierende Gestus und die Anlage als Steigerungsfuge, die über einen längeren Zeitraum nach und nach schneller und lauter wird. Auch Details wie die Tonart, die Fünfstimmigkeit und die Einsatzreihenfolge der Stimmen sind gleich, und sogar die Gestaltung des Themas aus dem BACH-Motiv ähnelt sich.

### Fazit
Die Gruppe der drei Werke Schumanns für Pedalklavier oder Orgel steht in der Geschichte der Klavier- und Orgelmusik ein wenig am Rand. Schumann komponierte nach 1846 nicht wieder für diese Instrumente, auch bei vielen anderen Komponisten seiner Epoche spielen sie keine zentrale Rolle. Dasselbe gilt für die musikalische Form der Fuge. Die Sechs Fugen op. 60 wurden dennoch viel beachtet und teilweise kontrovers diskutiert. Manche Autoren sehen in ihnen die wichtigste und originellste Auseinandersetzung mit der Fugenkomposition zwischen Johann Sebastian Bach und Max Reger. Die Stücke gelten heute allgemein als singulärer, aber dennoch gewichtiger Beitrag zum Repertoire.

## Diskographie (Auswahl)
Alle im Folgenden genannten Einspielungen umfassen jeweils die komplette Werkgruppe für Tasteninstrument mit Pedal: Studien op. 56, Skizzen op. 58, Fugen op. 60.
Einspielungen an Orgeln
- Robert Schumann: Sämtliche Werke für Pedalflügel/Orgel. Andreas Rothkopf, Walcker-Orgel Hoffenheim. Audite, 1987.
- Robert Schumann: Orgelwerke. Ludger Lohmann, Walcker-Orgel Pfarrkirche St. Peter und Paul Neuhausen. Motette, 2005.

Einspielung am Pedalflügel
- Robert Schumann: Gesamtwerk für Pedalflügel. Martin Schmeding, Pleyel-Flügel (ca. 1847) mit Pleyel-Pedalier separé (ca. 1890, für die Aufnahme restauriert). Ars, 2005.